# Østre Toten
Østre Toten este o comună din provincia Innlandet, Norvegia.
Se află cu cel mai înalt punct în Torsæterkampen[*], la 840,796 m. Are o suprafață de 562,57 km². Populația este de 14.896 locuitori, determinată în 1 ianuarie 2023, prin Folkeregisteret[*].